# Commandement spécialisé pour la sécurité nucléaire
Le Commandement spécialisé pour la sécurité nucléaire (CoSSeN) est un service à compétence nationale français rattaché au directeur général de la Gendarmerie nationale relevant conjointement du ministre chargé de l'Énergie et du ministre de l'Intérieur.

## Historique
En mai 2015, les ministres chargés de l’énergie et de l'intérieur chargent le général de division Pierre-Yves Cormier de préfigurer une structure unique permettant d'améliorer la réponse de l'État dans le domaine de la sécurité nucléaire.
Le 20 juillet 2016, le Cossen est créé pour coordonner les mesures relevant des compétences du ministère de l'Intérieur et destinées à assurer la protection des matières nucléaires, de leurs installations et de leurs transports contre tout acte de malveillance ainsi que pour préfigurer un service à compétence nationale, en lien notamment avec le Département de la sécurité nucléaire du ministère chargé de l'énergie.
Le 20 avril 2017, le Cossen devient service à compétence nationale.
À partir de septembre 2018, le Cossen réalise plus de 300 000 enquêtes d’accès aux sites nucléaires d'EDF, et refuse une quinzaine de personnes pour radicalisation.
En mars 2020, un décret permet au Cossen de « collecter » et de « diffuser » des informations sur les menaces visant les sites nucléaires. Des écologistes s'inquiètent de cette possibilité de fichages des militants antinucléaires.
En avril 2024, le Cossen est autorisé à utiliser le « traitement d'optimisation des données et informations d’intérêt nucléaire ».

## Missions
Le CoSSeN est chargé de :
- améliorer, harmoniser et coordonner les forces de sécurité de l'État;
- développer la doctrine d'intervention des forces de sécurité de l’État ;
- collecter, centraliser, exploiter, analyser, synthétiser et diffuser le renseignement relatif aux menaces à la sécurité nucléaire ;
- assurer le contrôle et le suivi administratif des personnes accédant aux installations ;
- développer l'expertise des personnels de la gendarmerie et de la police nationales impliqués dans ces missions.

Il apporte également son concours au ministre chargé de la Défense.

## Organisation
Le directeur du Commandement spécialisé pour la sécurité nucléaire est assisté, pour l'ensemble de ses attributions, d'un directeur adjoint qui le supplée.
- Le cabinet :
  - le pôle interface - relation extérieures ;
  - le pôle management de l'information ;
  - la pôle conseil juridique - réglementation.

- le département de l'appui aux opérateurs, avec :
  - le bureau des accédants du nucléaire ;
  - le bureau des habilitations.
- le département des opérations et de l'emploi, avec :
  - le centre de recueil, analyse, exploitation du renseignement nucléaire (CRAER) ;
  - le bureau concept-cohérence ;
  - le bureau suivi et analyse de la réponse ;
- le département du soutien opérationnel, avec :
  - le bureau des ressources humaines ;
  - le bureau budget-administration ;
  - le bureau équipement logistique ;
  - le bureau sécurité - protection du secret;
  - le bureau analyse-maîtrise des risques métier.

## Personnels
Le Cossen est notamment composé de gendarmes, de policiers, de fonctionnaires des ministères chargés de l'intérieur et de l'énergie et de contractuels.
Le Cossen est dirigé par :
- le général de corps d'armée Pierre-Yves Cormier du 2 novembre 2016 au 31 juillet 2020[8],[9] ;
- le général de brigade Laurent Phélip du 1er août 2020 au 31 janvier 2023[10] ;
- le général de division Éric Bio-Farina du 1er février 2023 au 31 août 2024[11] ;
- le général de division Jean-Valéry Lettermann depuis le 1er septembre 2024[12].